# Zahrada Hanspaulka
Zahrada Hanspaulka je zahrada v pražské čtvrti Dejvice, u Šárecké ulice. Společně se zámečkem Hanspaulka je chráněna jako kulturní památka České republiky.

## Historie
Rozsáhlé vinice s hospodářským dvorem či usedlostí – někdejší majetek pražské kapituly – odkázal jejich majitel metropolitní kanovník Daniel Josef Mayer r. 1718 Janu Paulovi Hippmannovi. V roce 1773 nechal inspektor arcibiskupských statků Hans Paul Hippman, jehož jméno dalo později název celé čtvrti, na místě staré viniční usedlosti vystavět pozdně barokní zámeček. Součástí zámečku byla zahrada doplněná štěpnicí. Letohrádek i zahrada vznikli podle projektu neznámého architekta. Zdobená terasa u jižního průčelí přibyla později, koncem 18. století a je přístupná dvěma schodišti. Na ní je umístěna studna se šestihrannou kašnou z pískovce a s kovanou mříží, která připomíná klec. Na vrcholu mříže najdeme špici a kovanou kytici. Zahrada měla charakter letoviska v stylovém provedení. Leží na východním svahu pod zámečkem a je z ní výhled na Prahu. Lze odtud vidět jak Podbabu a Pražský hrad, tak i Petřín, Královskou oboru a Dejvice. V rozmezí let 1823-4 a pak ještě i v padesátých letech 19. století byly v zahradě provedeny drobné stavební úpravy. Roku 1866 letovisko odkoupila Metropolitní kapitula u sv. Víta v Praze a pronajímala ho. Zahrady nechala novokrajinářsky upravit. Roku 1922 vykoupilo majetek město. To se postaralo o rekonstrukci zámku v letech 1927 až 1930. Rekonstrukce byla prováděna pro potřeby Archeologického muzea Josefa Antonína Jíry a zasáhla i přilehlou zahradu. V roce 1996 zámek se zahradou prodala za 22 milionů městská část Praha 6 firmě Home, která jej rekonstruuje. Větší část zahrady je přeměněna na volně přístupný park.

## Současnost
Vzácností zahrady je ořešák popelavý (Juglans cinerea), dále u terasy se vyskytují jedle ojíněná, borovice černá a tis červený. Dále se zde nalézá přes 30 druhů stromů. Starší výsadba je především na severní a západní straně od zámku. Nejvíce zastoupeny jsou lípy, jírovce a jasany. Typickými pro zahradu jsou břízy a vrby. Z novější dosadby jsou nejčastějšími javory. V parku u zámečku Hanspaulka se dnes nachází i dětské hřiště s vybavením a lavičkami.

## Budoucnost

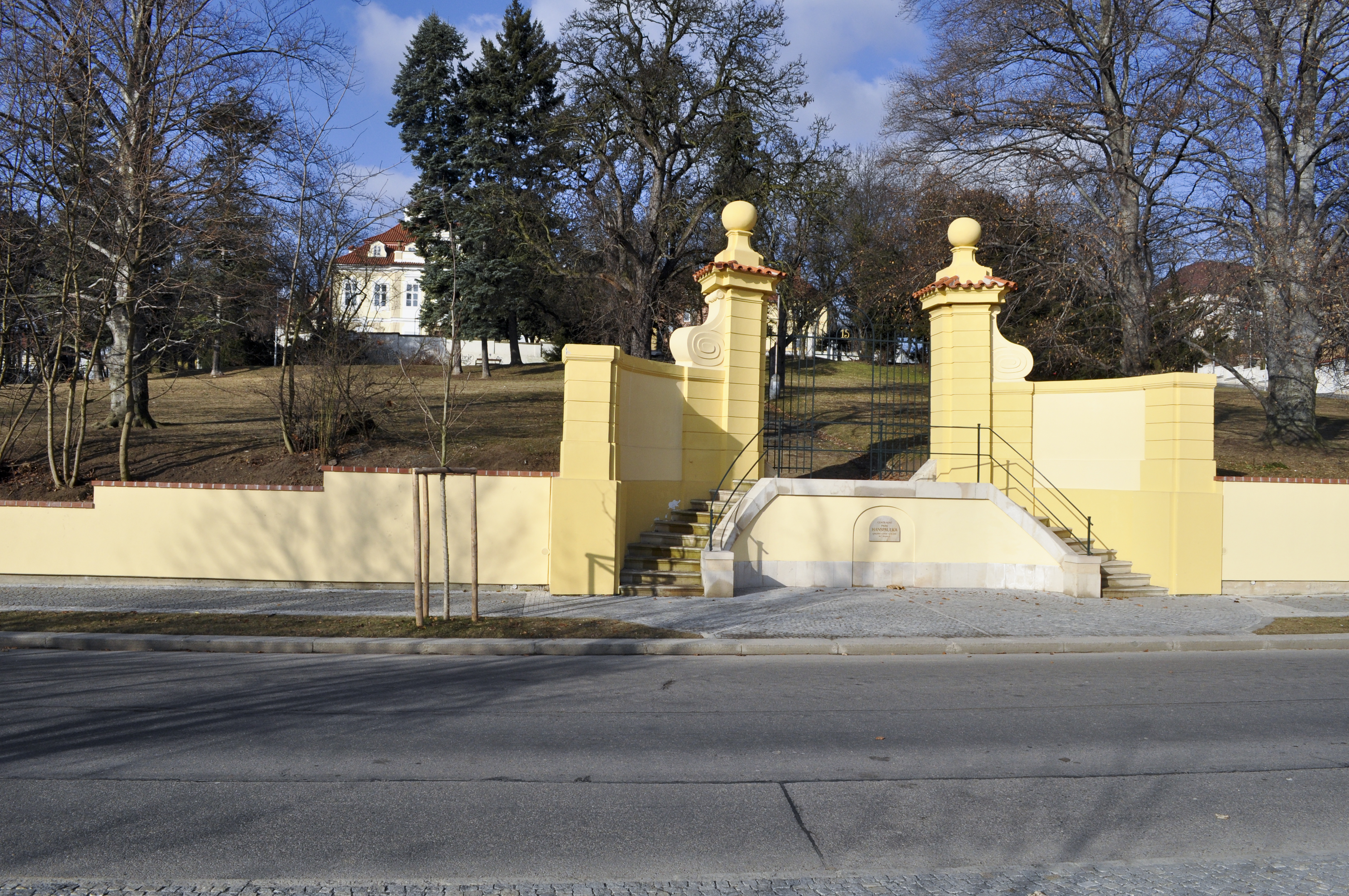
Novobarokní vstupní brána do zahrady zámečku Hanspaulka

### Vzdělávací institut Václava Klause
Zahrada leží na východním svahu pod zámkem a je z ní překrásný výhled na panorama Prahy. Krásná je i nově zrekonstruovaná novobarokní brána, kterou lze vstoupit do parku z východní strany. Po 8. březnu 2013 se zámeček promění ve Vzdělávací institut Václava Klause. Jak to bude po tomto datu s přístupností do zahrady zatím není známo.

### Zřízení centrálního parku Hanspaulka
Plánovaná akce je tvořena dvěma částmi území, na sever od ulice Šárecké bude upraven stávající park zámečku Hanspaulka s tím, že budou rekonstruovány původně typické zelené pásy Hanspaulky při ulici Na Hanspaulce a Za Hanspaulkou. Na jih od ulice Šárecké až k areálu bývalého ČVUT budou majetkoprávně řešeny pozemky s cílem jejich získání a zřízení zelených ploch, tvořících „zelenou podnož“ centrálního parku Hanspaulka.